# Вила-ду-Корву
Вила-ду-Корву (порт. Vila do Corvo) — муниципалитет в Португалии, входит в округ Азорские острова. Расположен на острове Корву. Население составляет 425 человек на 2001 год. Занимает площадь 17,13 км².
Покровителем города считается Дева Мария. Основан в 1832 году.

## Галерея

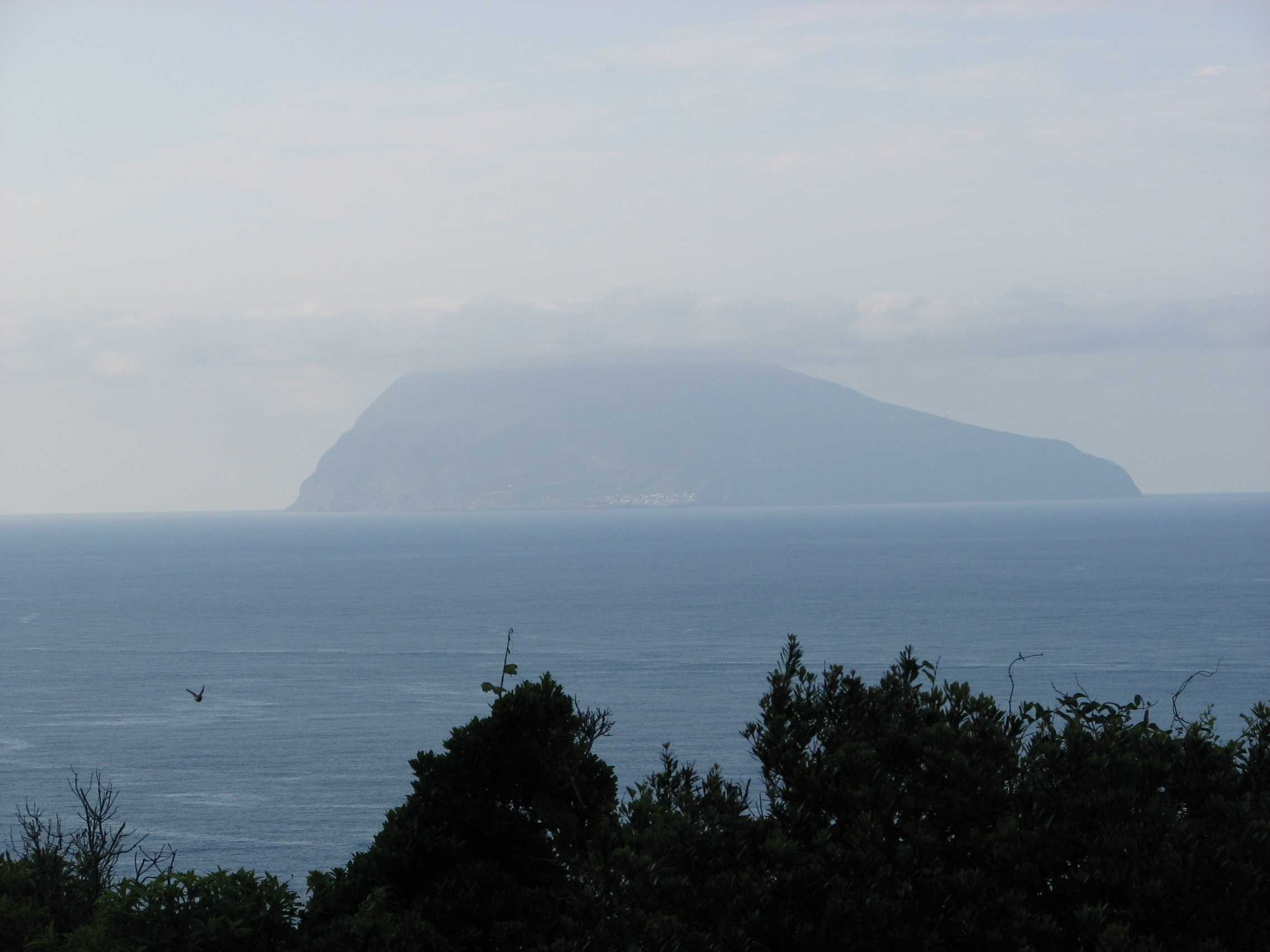
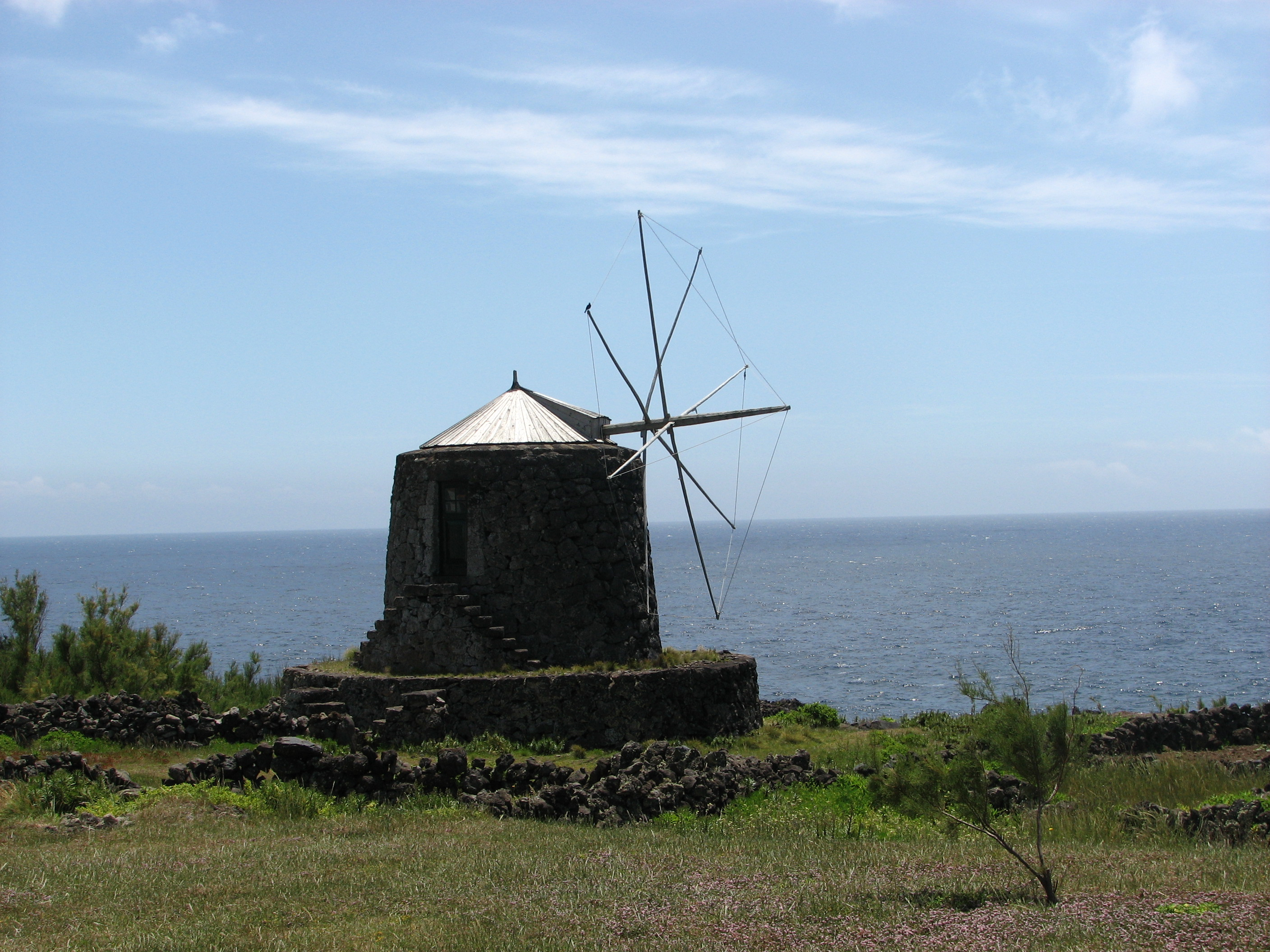
Одна из ветряных мельниц острова
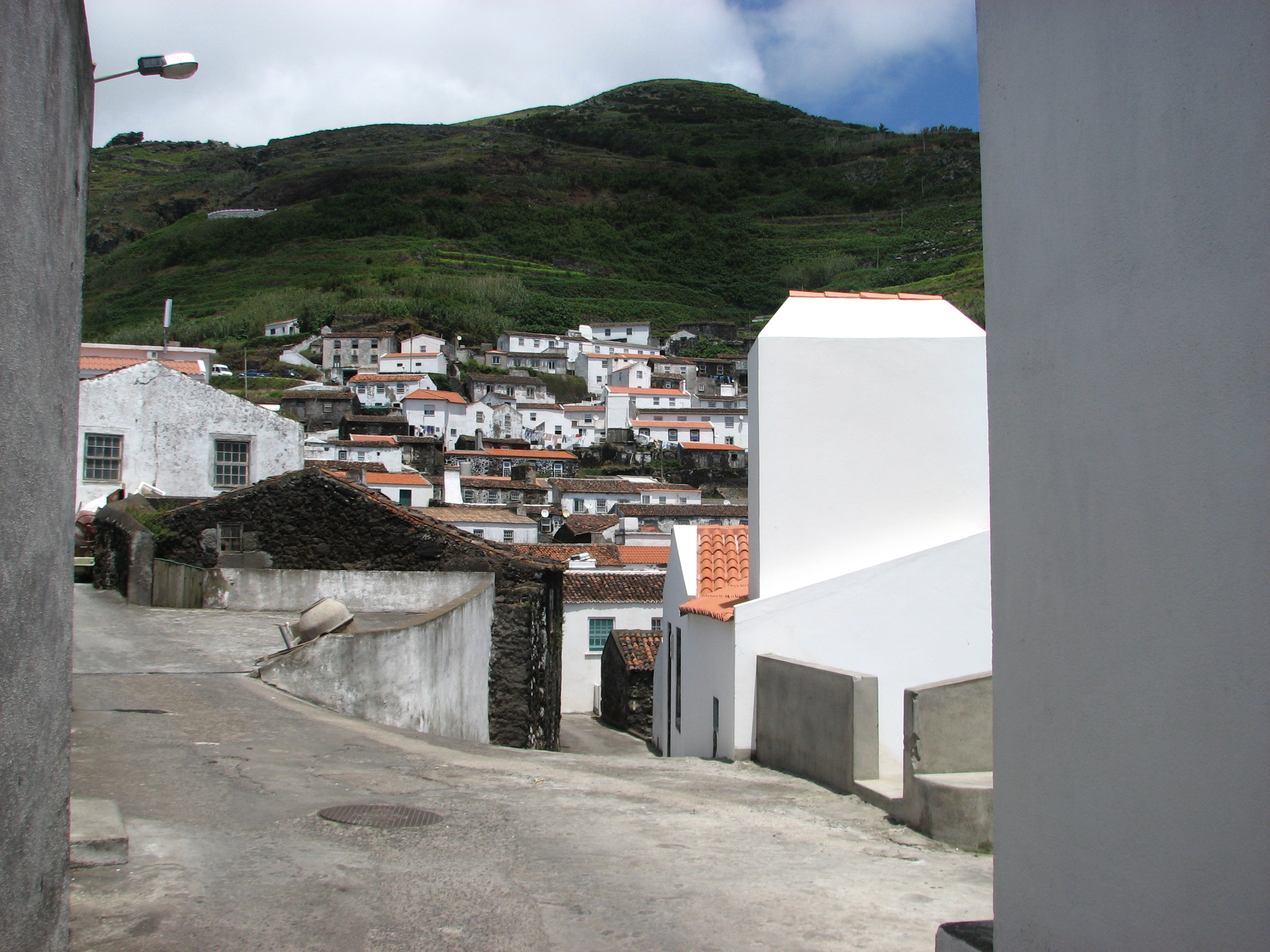
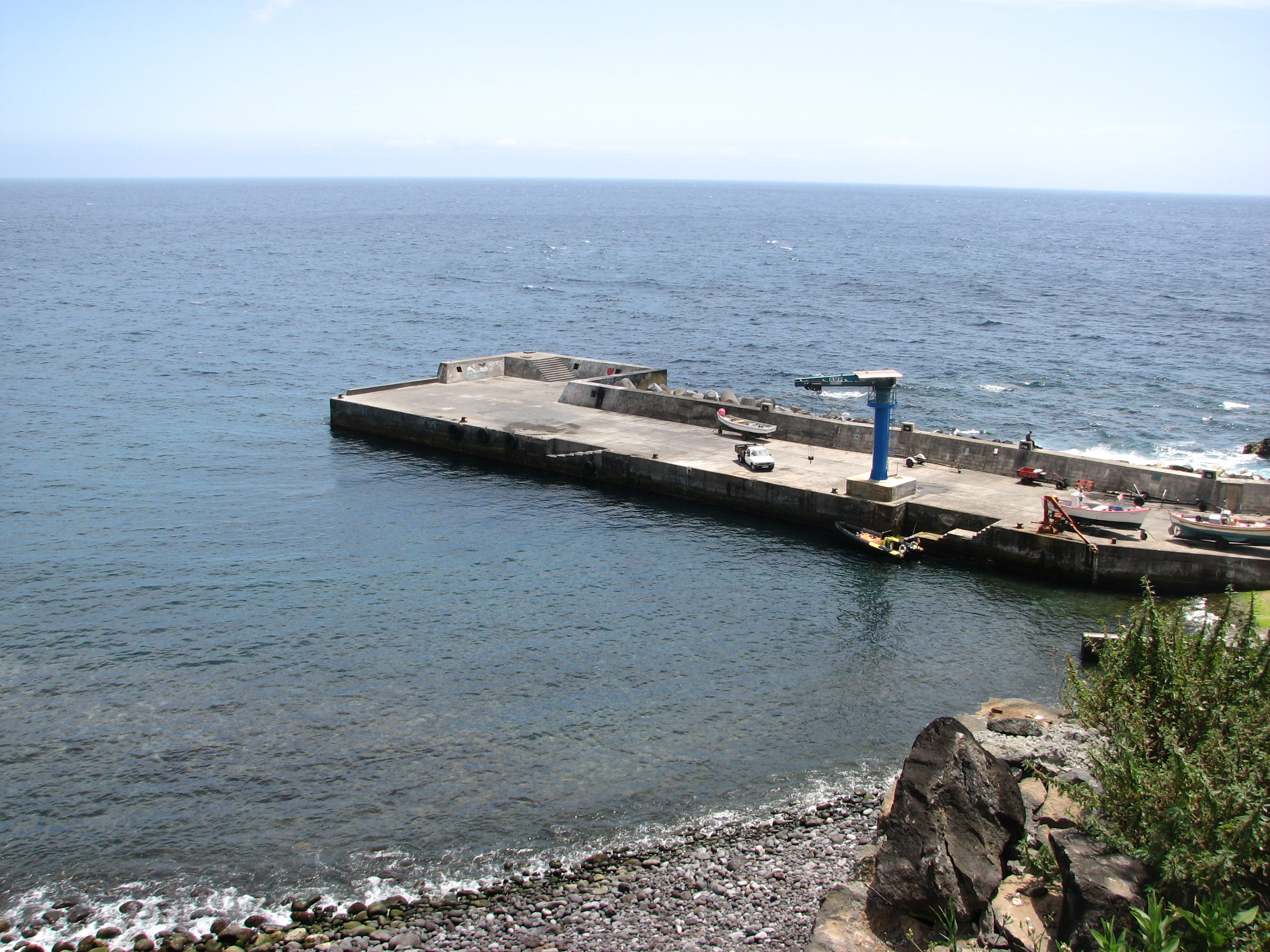
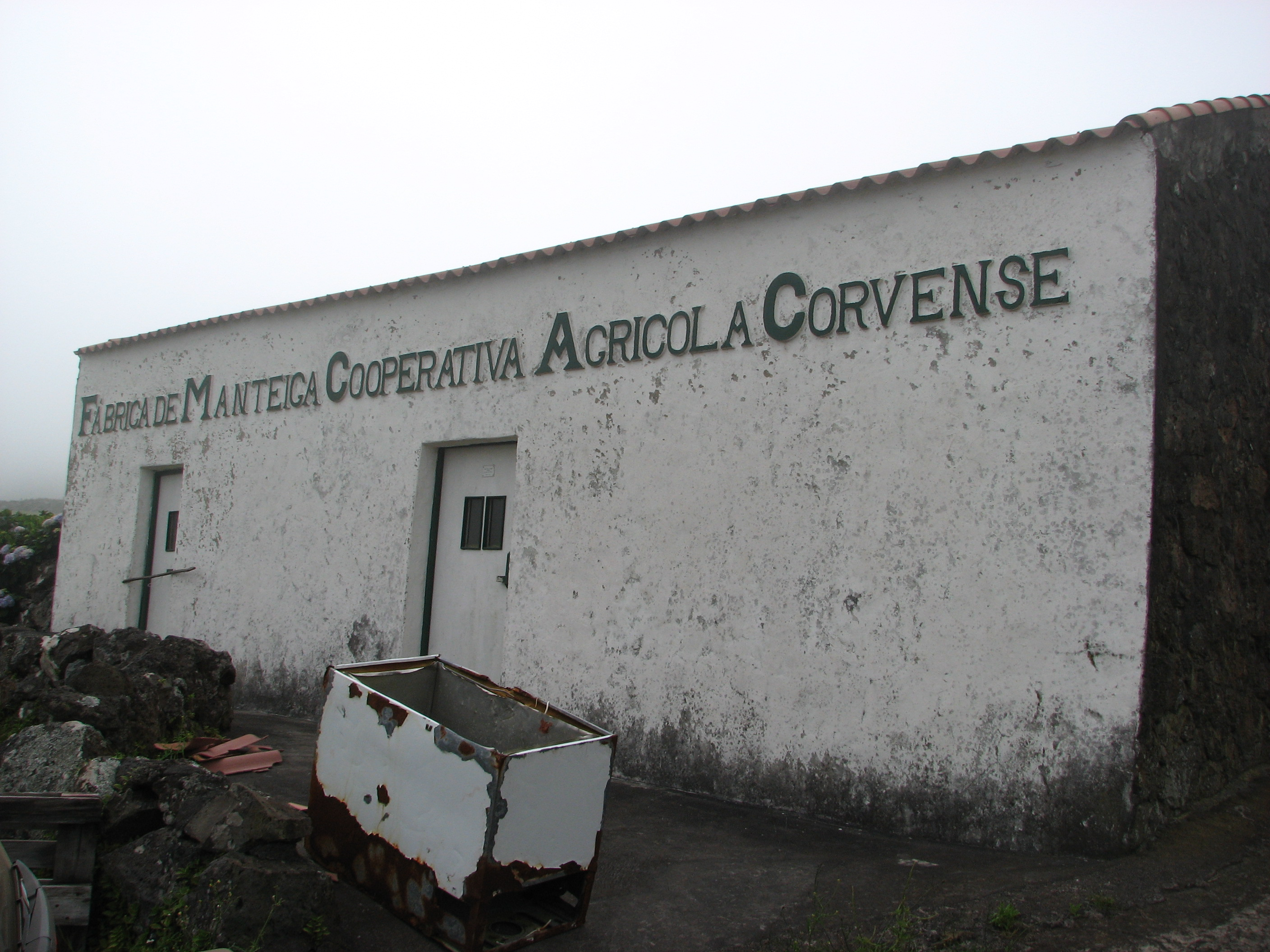
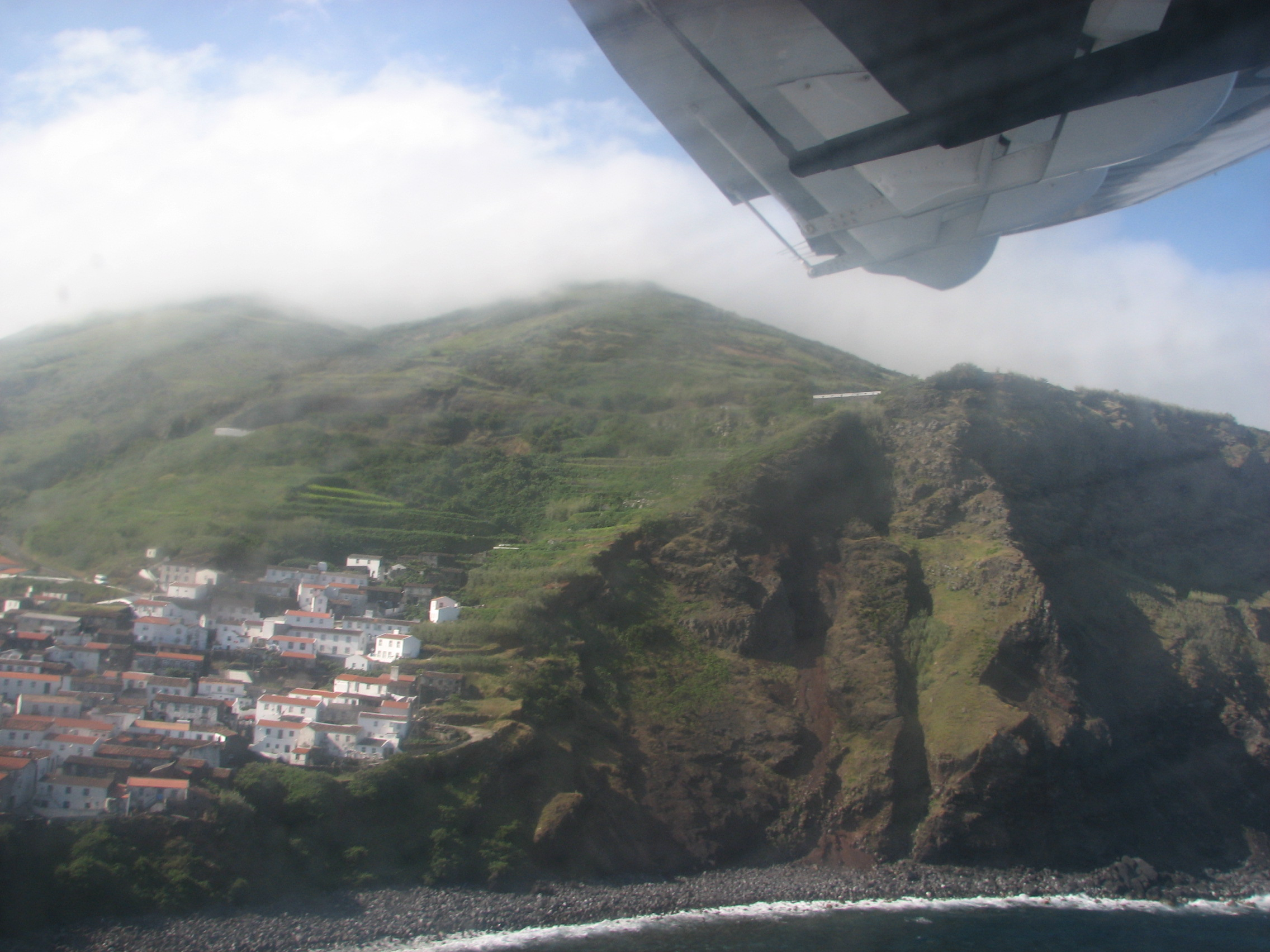
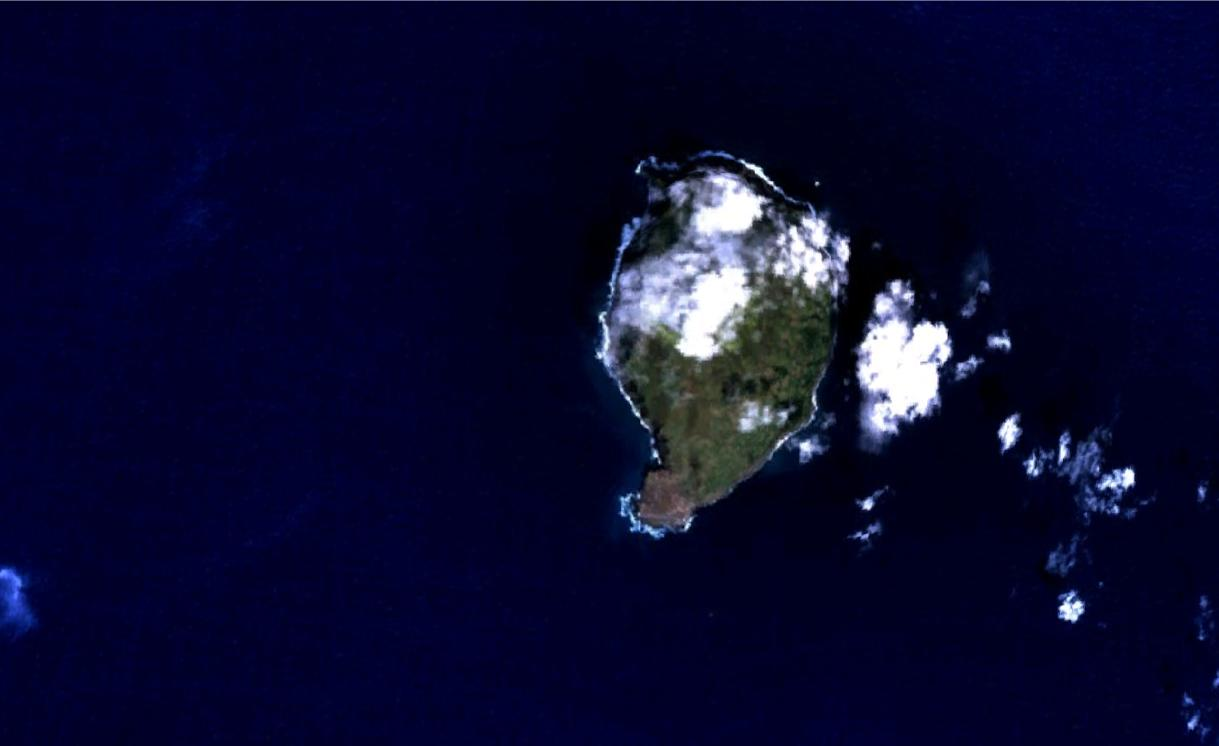
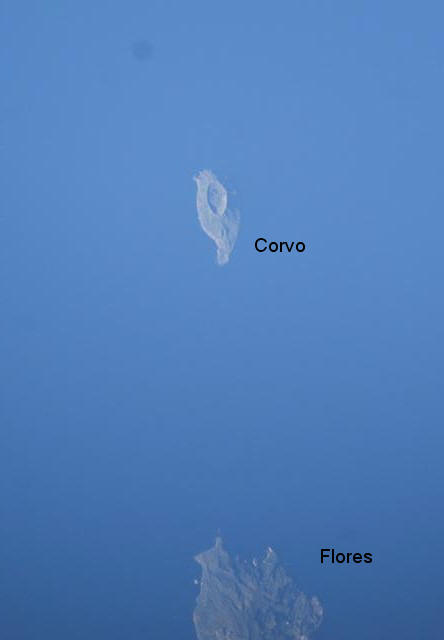
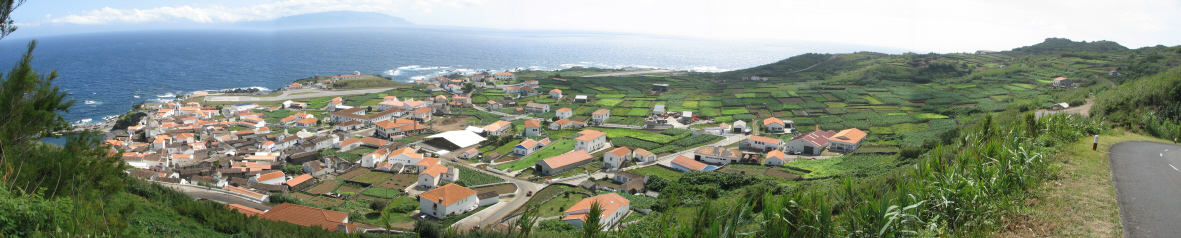
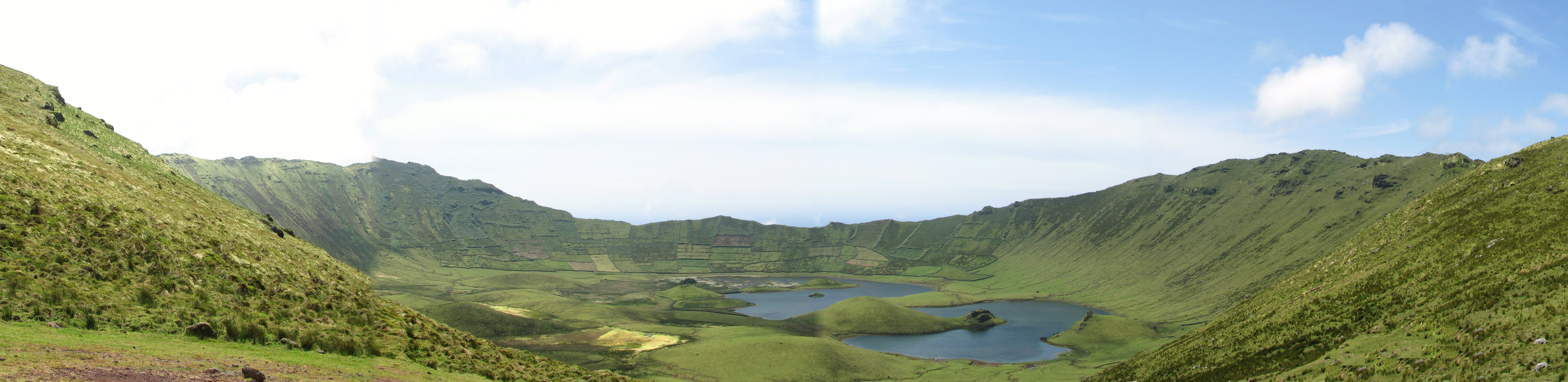